# بيتر شيروود
بيتر شيروود (بالمجرية: Peter Sherwood)‏ هو لغوي مجري، ولد في 30 سبتمبر 1948 في بودابست في المجر.

## وصلات خارجية
- الموقع الرسمي